# جسر برسيرين
جسر برسيرين يقع الجسر في محافظة أربيل شمال شرق مدينة سوران، على بعد 18 كم عن طريق سوران ـ حاج عمران. أنشئ الجسر داخل قرية برسيرين ومنه جاء أسمه، لايزال يستخدم حتى يومنا هذا، بُني الجسر في عهد الأمير محمد الرواندزي (1775م - 1836) على يد البناء برايم ماويلي، ويعتبر الجسر معبرًا إستراتيجيًا بين قضاء سوران ومنطقة بالكايتي، ويستند على ستة ركائز، أربعة منها أسطوانية الشكل بارتفاع 4م وبقطر 2.5م، وقد بنى الجسر من الحجارة المهندمة والجص كمادة لاصقة، ولا تزال هذه الأعمدة موجودة وصامدة إلى يومنها هذا.

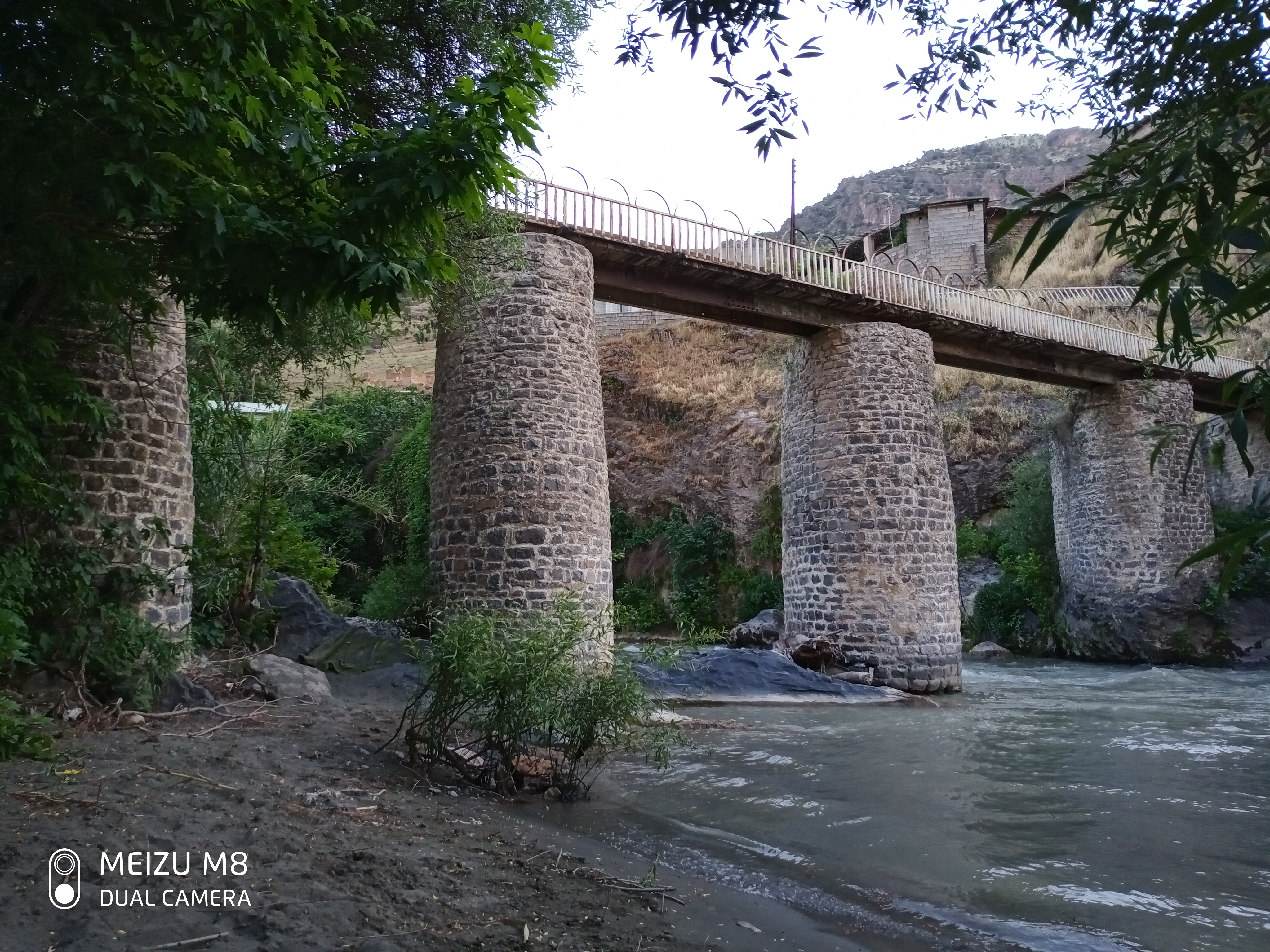

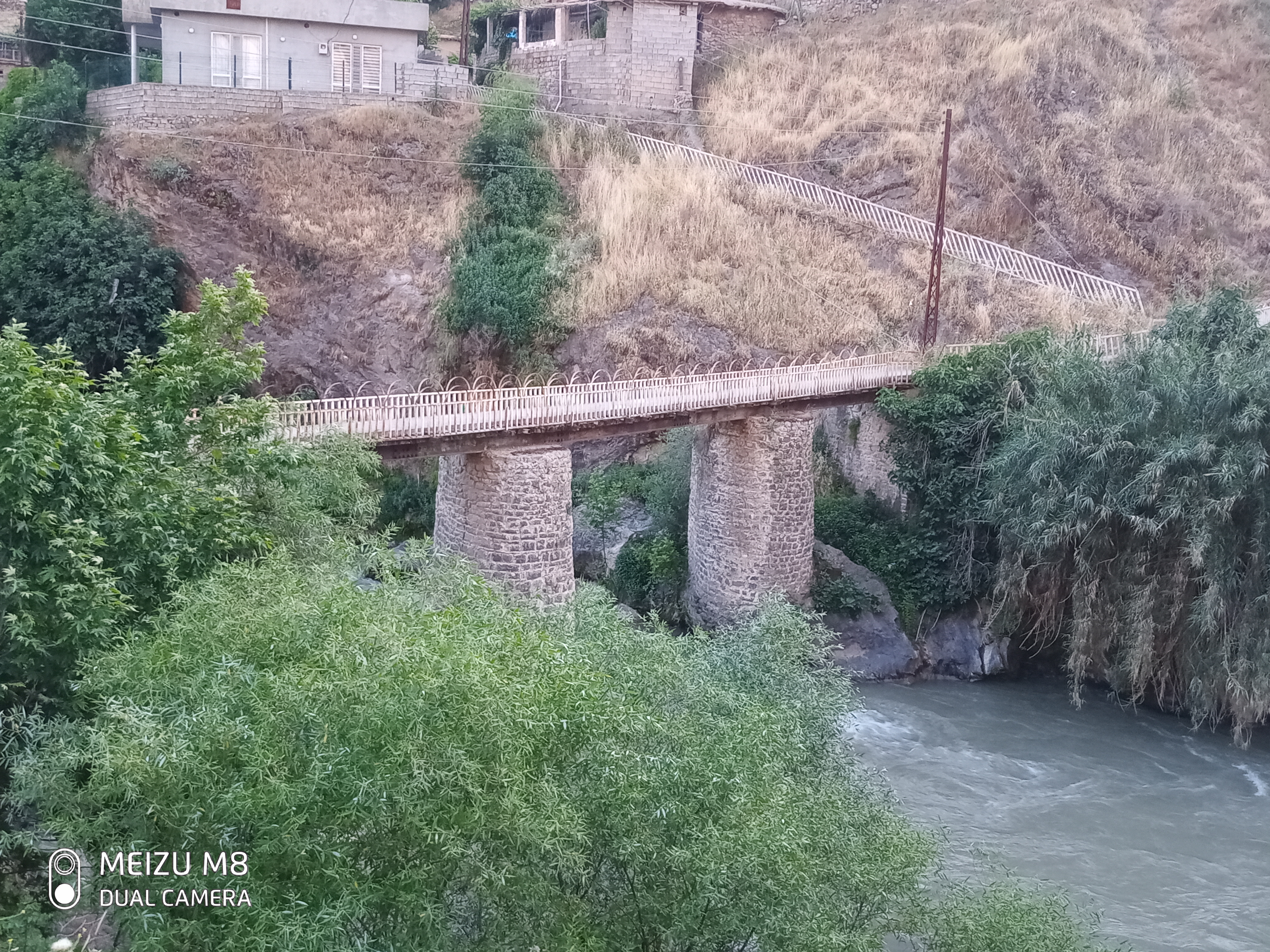